# Rozdrojovice
Rozdrojovice (deutsch Rosdrojowitz, auch  Rozdrojowitz) ist eine Gemeinde in Tschechien. Sie liegt zehn Kilometer nordwestlich des Stadtzentrums von Brünn an dessen Stadtrand und gehört zum Okres Brno-venkov.

## Geographie
Rozdrojovice befindet sich in der Bobravská vrchovina zwischen dem Naturpark Baba und Naturpark Podkomorské lesy am Bach Rozdrojovický potok. Südlich liegt im Svratkatal die Brünner Talsperre. Im Nordosten erheben sich der Sychrov (463 m) und die Velká Baba (446 m), südöstlich die Mniší hora (333 m) und im Nordwesten die Trnůvka (441 m) und im Westen der Batělov (426 m).
Nachbarorte sind Moravské Knínice im Norden, Jinačovice und Ivanovice im Nordosten, Řečkovice im Osten, Medlánky, Komín und Kníničky im Südosten, Radka, Bystrc und Rakovec im Süden, Obora im Westen sowie Veverská Bítýška und Chudčice im Nordwesten.

## Geschichte

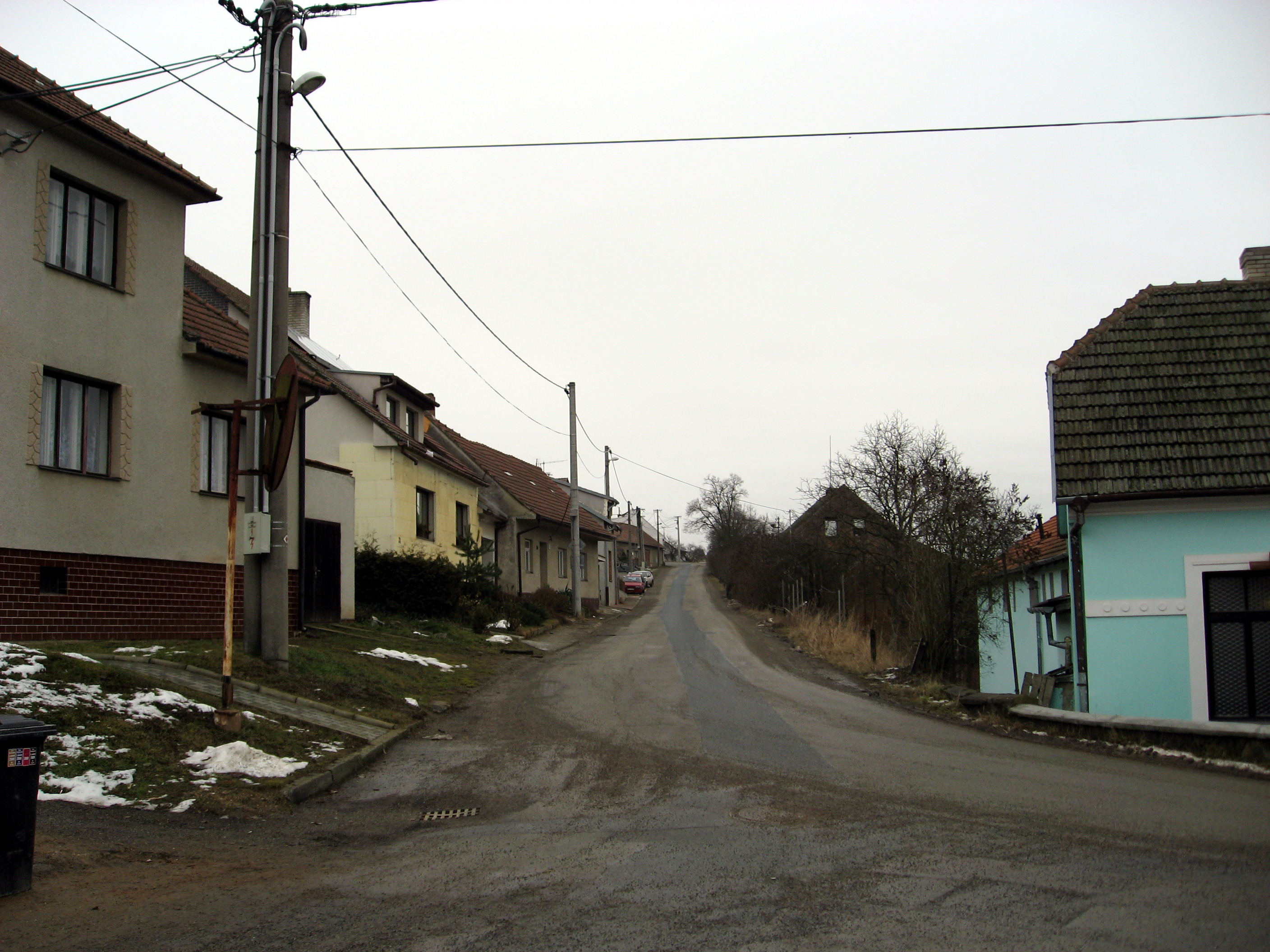
Ortsansicht

Die erste schriftliche Erwähnung des zur Burgherrschaft Veveří gehörigen Dorfes Jezdrojovice erfolgte im Jahre 1402. In Jezdrojovice befand sich ein herrschaftlicher Wirtschaftshof, dem auch die Dörfer Hlinka, Habeš und eine Hube von Žebětín untertänig waren. Hlinka und Habeš fielen später wüst. Im Laufe der Zeit änderte sich der Name des Dorfes in Rozdrojovice.
Nach der Aufhebung der Patrimonialherrschaften bildete Rozdrojovice ab 1850 eine Gemeinde im Brünner Bezirk. Während des Zweiten Weltkrieges erfolgten in den Jahren 1940 bis 1943 Bauarbeiten für die Reichsautobahn Wien–Breslau, die östlich an Rosdrojowitz vorbeiführen sollte. Zwischen 1921 und 1947 gehörte das Dorf zum Okres Brno-venkov, danach zum Okres Brno-okolí. Seit 1961 ist Rozdrojovice wieder zum Okres Brno-venkov zugehörig.

## Sehenswürdigkeiten
- Kapelle, restauriert im Jahre 2000
- Gedenkstein für die Opfer beider Weltkriege
- Büste des Präsidenten Tomáš Garrigue Masaryk, unterhalb der Schule
- Burg Veveří, westlich des Dorfes
- Brünner Talsperre, südlich von Rozdrojovice
- Naturpark Baba, östlich des Ortes
- Naturpark Podkomorské lesy, westlich von Rozdrojovice
- Dämme der unvollendeten Reichsautobahn Wien–Breslau